# یودای یاماموتو
یودای یاماموتو یک داور فوتبال اهل ژاپن است. او از سال ۲۰۱۱ عضو فیفا شده‌است. او به برخی از مسابقات مانند لیگ قهرمانان آسیا و مقدماتی جام جهانی را قضاوت کرده‌است داد.